# Leuciris latimargo
Leuciris latimargo là một loài bướm đêm trong họ Geometridae.